# دعا (اسلام)

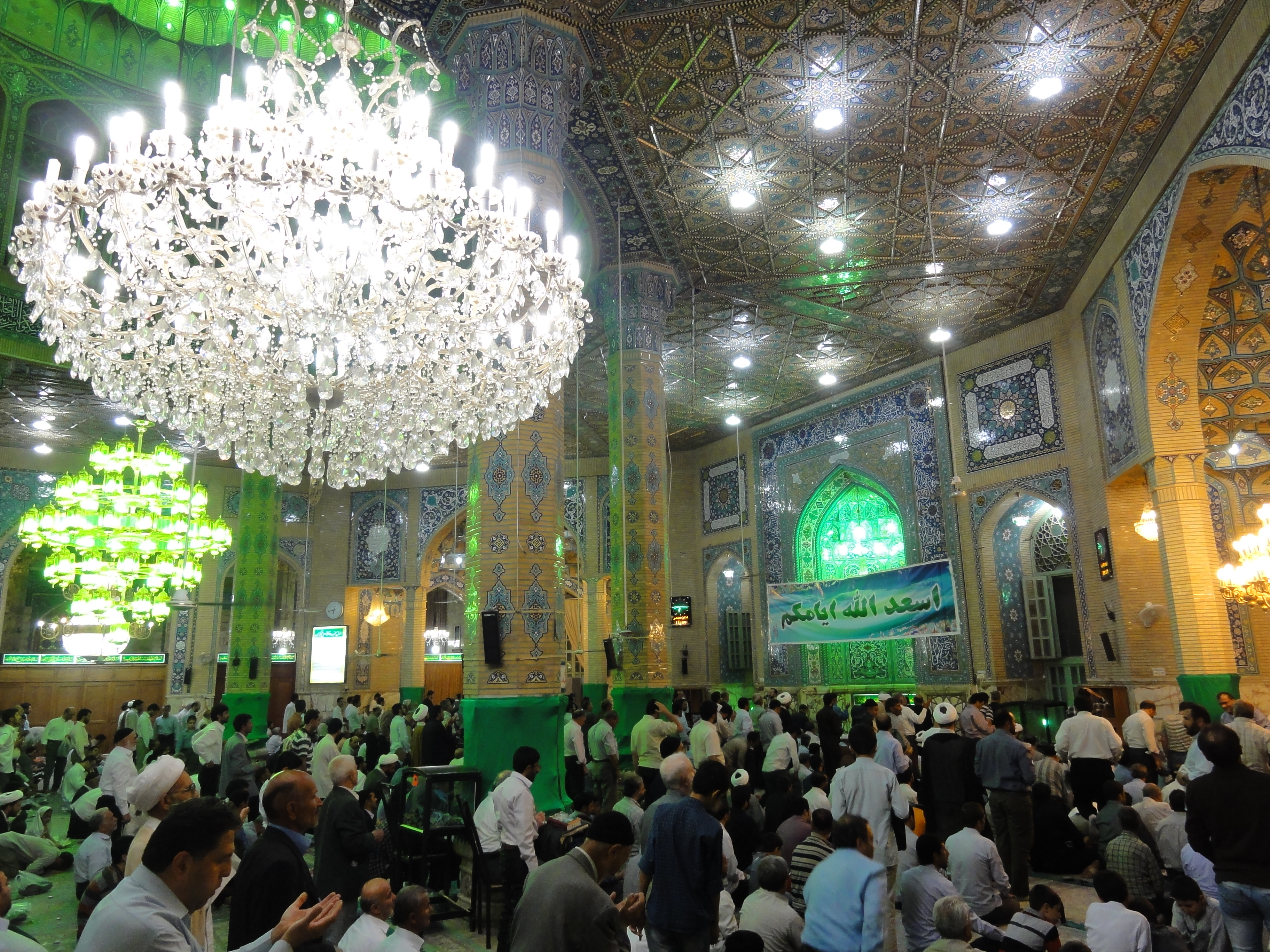
نمازگزاران در حال دعا در مسجد جمکران

دعا واژه‌ای عربی و اصطلاحی اسلامی است. دعا کلماتی است که در اوقات مختلف در مقام استغاثه از خداوند و طلب آمرزش یا درخواست خیر و برکت و برآورده شدن حاجت خوانده می‌شود. فیروزآبادی دعا را میل و توجه به سوی خدا آورده‌است. این درخواستِ حاجت از خداوند، برای خود یا دیگری است. در روایات و قرآن این واژه تکرار شده‌است. دعاها خود به گونه‌ای تفسیر قرآن و شرح معارف اسلامی هستند. به عنوان مثال کتاب صحیفه سجادیه از سجاد، یک کتاب دعا است.

## اهمیت و ارزش دعا
اگر دعای شما نباشد، پروردگارم هیچ اعتنایی به شما نمی‌کند… (سوره فرقان آیهٔ ۷۷)
امام سجاد علیه السلام: «چیزی نزد خداوند محبوب تر از این نباشد که [بندگان] از او درخواست کنند.»
لازم به ذکر است انواع خرافه و دعا نویسی هم در بین دعاها به چشم می خورد . به عنوان مثال دعای شصت قاف، حرز شرف الشمس، دعای چهل کلید،  دعای عکاشه و صنمی قریش، دعای ناد علی و دعاي گنج العرش از مواردی هستند که ظاهرا سند معتبری برای آن ها پیدا نشده است استفتائات در مورد ادعیه

## آداب دعا
ابن فهد حلی در باب چهارم کتاب عدة الداعی و نجاح الساعی، طهارت، استعمال بوی خوش، رو به قبله بودن و صدقه دادن را از آداب قبل از دعا آورده‌است.
همیشه اهل دعا بودن، کشیدن دست‌ها بر صورت و صلوات بر پیامبر و اهل بیت اش را برای آداب بعد از دعا ذکر کرده‌است.
درود فرستادن بر محمد و اهل بیت در آغاز و انجام دعا از مهم‌ترین آداب و شرایط دعا می‌باشد؛ زیرا که از سبب‌های استجابت دعا، شمرده شده‌است. در روایت از علی بن ابی‌طالب آمده: هیچ دعایی به آسمان راه نیابد، تا اینکه بر محمد و آل او صلوات فرستاده شود.

## مکان و زمان دعا
دعا به زمان و مکان خاصی محدود نشده‌است؛ امّا بر اساس روایات دعا کردن در اوقات خاص و مکان‌های ویژه‌ای، بهتر و امید اجابت در آن اوقات و مکان‌ها بیشتر است. مسجدالحرام، مسجد کوفه، مسجد سهله و آرامگاههای بزرگان دین مانند محمد و فرزندانش از مکانهایی است که دعا در آن سفارش شده است. یکی از مکانهایی که در آن به دعا سفارش شده است، قبور پدر و مادر است .  علی بن ابی‌طالب می‌گوید: در چهار وقت دعا را مغتنم شمارید: در وقت تلاوت قرآن و گفتن اذان و آمدن باران و روبرو شدن صف‌های مسلمین با کفار برای شهادت.

## استجابت دعا
هنگامی که بندگانم از تو دربارهٔ من بپرسند، [بگو:] یقیناً من نزدیکم، دعای دعا کننده را زمانی که مرا بخواند اجابت می‌کنم؛ پس باید دعوتم را بپذیرند و به من ایمان آورند، تا [به حقّ و حقیقت] راه یابند [و به مقصد اعلی برسند]. (سوره بقره آیهٔ ۱۸۶)
محمد: «اینگونه نیست که خداوند باب دعا را به سوی بنده ای بگشاید و باب اجابت خویش را به روی او ببندد، خداوند بزرگوار تر و کریم تر از این است.»
محمد باقر: «به خدا سوگند هیچ بنده‌ای در دعا، پافشاری و اصرار به درگاه خدای عز و جل نکند جز اینکه حاجتش را برآورد.»

## دعاهای مأثور (روایت‌شده)
- دعای ابوحمزه ثمالی
- دعای ام‌داوود
- دعای توسل
- دعای جوشن صغیر
- دعای جوشن کبیر
- دعای سحر
- دعای سمات
- دعای صباح
- دعای صنمی قریش
- دعای عدیله
- دعای عرفه
- دعای عشرات
- دعای علقمه
- دعای عهد
- دعای فرج
- دعای کمیل
- دعای مجیر
- دعای مشلول
- دعای مکارم الاخلاق
- دعای ندبه
- دعای نور
- دعای یستشیر
- صلوات شعبانیه

## کتاب‌های دعا
- صحیفه سجادیه
- صحیفه علویه
- صحیفه مهدیه
- مفاتیح الجنان
- مهج الدعوات ومنهج العبادات
- جمال الاسبوع بکمال العمل المشروع